# 秋山理敏
秋山 理敏（あきやま まさとし、1897年〈明治30年〉4月12日 - 1947年〈昭和22年〉9月29日）は、日本の外交官。駐パナマ公使を経て、第二次世界大戦後、終戦連絡京都事務局局長を務めた。

## 経歴
長野県上伊那郡藤沢村（現伊那市）出身。長野県立諏訪中学校（現長野県諏訪清陵高等学校）を経て、1920年（大正9年）、東京高等商業学校を卒業し、高等試験外交科に合格した。外務属となり、1922年（大正11年）には東京商科大学（現在の一橋大学）専攻部領事科を卒業した。領事官補、外務事務官・通商局第一課勤務、イタリア大使館三等書記官、同二等書記官、通商局第三課勤務・外務大臣秘書官、外務書記官・大臣官房電信課長、企画庁調査官・総裁秘書官、企画院書記官、中華民国大使館一等書記官、シドニー総領事を歴任。1941年（昭和16年）、駐パナマ公使に任命され、コスタリカとニカラグアの公使も兼ねた。1942年（昭和17年）に帰国し、同年12月に外務省内に新設された戦時調査室に異動。
日本の降伏後は、1945年（昭和20年）から終戦連絡京都事務局局長を務めた。

## 栄典
勲章
- 1943年（昭和18年）10月9日  - 勲三等瑞宝章[6]